# Mycetophila martinici
Mycetophila martinici är en tvåvingeart som beskrevs av Duret 1979. Mycetophila martinici ingår i släktet Mycetophila och familjen svampmyggor. Inga underarter finns listade i Catalogue of Life.